# Boncourt (Szwajcaria)
Boncourt (hist. Bubendorf) – miejscowość i gmina w północno-zachodniej Szwajcarii, w kantonie Jura, w okręgu Porrentruy.

## Demografia
W Boncourt mieszka 1 195 osób. W 2020 roku 11,6% populacji gminy stanowiły osoby urodzone poza Szwajcarią. 

## Transport
Przez teren gminy przebiegają autostrada A16 oraz droga główna nr 6. 